# Eusebio Cabello Ruiz
Eusebio Cabello i Ruiz (Calataiud, Aragó, [...?] - Madrid, Castella, principis del segle XX) compositor espanyol.
Fou organista de les esglésies de San Lorenzo i de San José, de la cort espanyola.
Deixà diverses obres religioses.